# Packreport
Packreport (Eigenschreibweise seit 2020: packREPORT, vorher PackReport, Pack-Report) ist ein deutschsprachiges Fachmagazin für industrielles Verpacken.
Das Magazin und die zugehörige digitale Plattform berichten über neueste Entwicklungen und Anwendungen von Verpackungen und Abpackprozessen unter technischen und wirtschaftlichen Gesichtspunkten. Hierzu gehören neben den Konsumgüterverpackungen auch Transport- und Schutzverpackungen.

## Geschichte
Im Packreport ging 1992 die beim Fachbuchverlag Leipzig erschienene Zeitschrift Die Verpackung auf. 2007 wurde die Erscheinungsweise auf zehn statt zwölf Ausgaben pro Jahr reduziert. Die ebenfalls bei der Dfv Mediengruppe erscheinende Zeitschrift Packmittel wurde 2020 mit dem Packreport vereinigt.